# HMH-465
465ème Escadron d'hélicoptères lourds (USMC)
Le Marine Heavy Helicopter Squadron 465 (ou HMH-465) est un escadron d'hélicoptère de transport  du Corps des Marines des États-Unis composé d'hélicoptères CH-53E Super Stallion. L'escadron, connu sous le nom de "Warhorse" est basé à la Marine Corps Air Station Miramar, en Californie. Il est sous le commandement du Marine Aircraft Group 16 (MAG-16) et de la 3rd Marine Aircraft Wing (3rd MAW). Le code de queue de l'escadron est "YJ".

## Mission
Assurer le transport de soutien d'assaut des troupes de combat, des fournitures et de l'équipement lors d'opérations expéditionnaires, interarmées ou combinées à l'appui des opérations de la Force tactique terrestre et aérienne des Marines.

## Historique

### Origine
Le Marine Heavy Helicopter Squadron 465, le "Warhorse", a été créé le 1er décembre 1981 en tant que premier escadron de la Côte ouest des États-Unis à piloter le CH-53E Super Stallion. 
Les "Warhorses" se sont déployés et ont volé au combat pour la première fois lors de l'Opération Bouclier du désert et de l'Opération Tempête du désert durant la Guerre d'Irak. Le 1er septembre 1990, l'escadron est arrivé à Al-Jubayl, en Arabie saoudite, pour soutenir toutes les forces conjointes sur le théâtre d'opération. Au cours de ce déploiement, l'escadron a perdu deux avions laissant l'unité avec six hélicoptères pour le reste de la guerre. L'escadron a fourni un soutien de transport lourd pour le I Marine Expeditionary Force tout au long du conflit. Le HMH-465 est finalement revenu à la Marine Corps Air Station Tustin (en) le 15 mars 1991.

### Années 1990

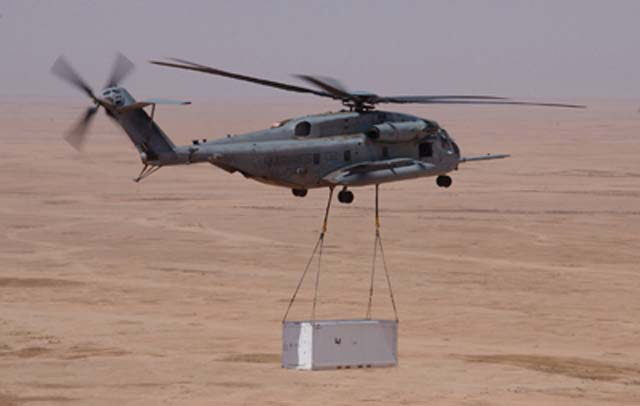
CH-53E Super Stallion du HMH-465 faisant un transport en Irak

Un autre défi pour le HMH-465 est survenu le 5 octobre 1991 lorsque le lieutenant-colonel Russell L. Llewellyn III, commandant, a déployé douze CH-53E et tous les actifs et le personnel de l'escadron sur cinq C-5 Galaxy et deux C-141 Starlifter à la Marine Corps Air Station Futenma, au Japon pour un déploiement d'unité de sept mois en tant que premier escadron CH-53E à Okinawa. L'escadron a soutenu de nombreux exercices au cours de cette période sur tout le théâtre asiatique.
Le 13 janvier 1995, deux avions d'escadron ont aidé à récupérer quatre membres d'équipage de la Marine qui se sont éjectés lorsque leurs F-14D Tomcat sont entrés en collision. Pour cette action, 11 membres de l'escadron ont reçu les Sikorsky Aircraft Rescue Awards.
En janvier 1998, le HMH-465 avait réalisé 20.000 heures de vol sans accident.

### Guerre mondiale contre le terrorisme
Les Warhorses se sont déployés à plusieurs reprises à l'appui de l'Opération Iraqi Freedom. Dans la nuit du 1er avril 2003, l'escadron comprenait l'élément CH-53E de la Task Force 20 (en), l'équipe spéciale qui a extrait la prisonnière de guerre Jessica Lynch. 

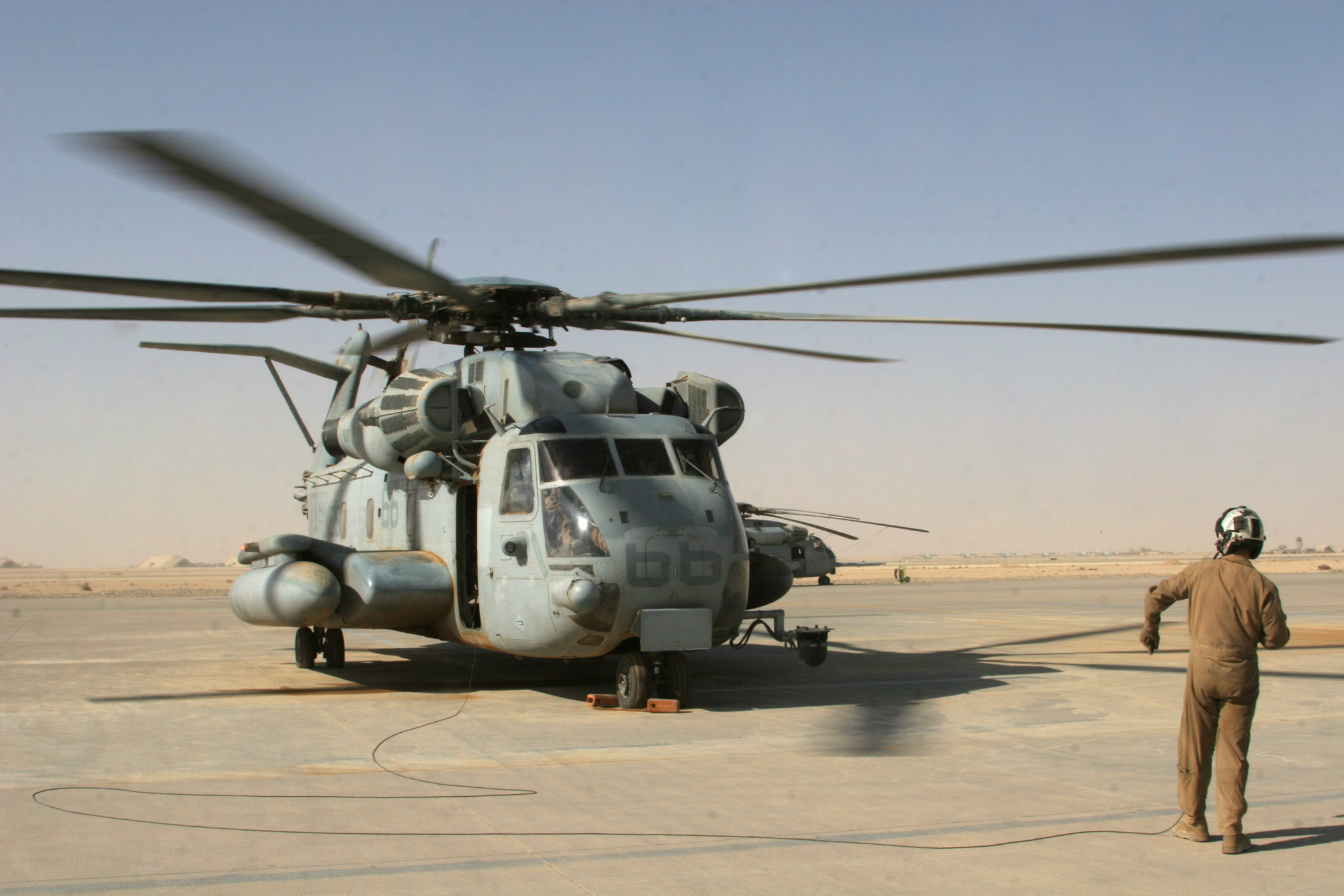
Super Stallion du HMH-465 en 2005

Au printemps 2007, le HMH-465 a fourni des détachements pour les 15ème et 31ème Marine Expeditionary Units. Grâce à ces détachements, l'escadron a continué à soutenir la guerre mondiale contre le terrorisme dans toute l'Asie du Sud-Est et à fournir des secours vitaux en cas de catastrophe.
Les Warhorses ont déployé trois avions et 40 Marines à la Naval Air Station Lemoore le 2 juillet 2008 après que le gouverneur de Californie Arnold Schwarzenegger a demandé une assistance militaire pour lutter contre les incendies de forêt qui faisaient rage.
Soutenir la guerre mondiale contre le terrorisme continue d'être une priorité en menant des détachements de formation dans huit États en préparation de déploiements ultérieurs.